# 전도염
전도염(2002년 2월 21일 ~ )는 대한민국의 가수이다. 보이 그룹 JUST B의 멤버이다. 원더나인의 멤버로 활동하기도 하였다.